# Kincwisi
Kincwisi – wieś w Gruzji, w regionie Wewnętrzna Kartlia, w gminie Kareli. W 2014 roku liczyła 205 mieszkańców.